# Großer Schwarzspitzenhai
Der Große Schwarzspitzenhai, auch Spinnerhai oder Langnasenhai (Carcharhinus brevipinna), gehört zur Familie der Requiemhaie (Charcharhinidae).
Der Große Schwarzspitzenhai ist ein 1,9 bis 2,7 Meter großer, schlanker Hai mit spitzer Schnauze und relativ kleiner erster Rückenflosse. Die Färbung ist grau-bronze auf dem Rücken und weißlich am Bauch. Ein weißliches Band zieht sich über die Flanken, und die Rücken-, Brust- und Analflossen sowie der untere Teil der Schwanzflosse haben auffällige schwarze Spitzen.
Der zweite Name Spinnerhai kommt daher, dass es eine schnellschwimmende Art ist, welche auf der Jagd nach Fischschwärmen häufig aus dem Wasser springt. Außer Schwarmfischen wie Sardinen, Heringen und Thunfischen umfasst sein Nahrungsspektrum auch Weichtiere sowie kleinere Haie und Rochen.

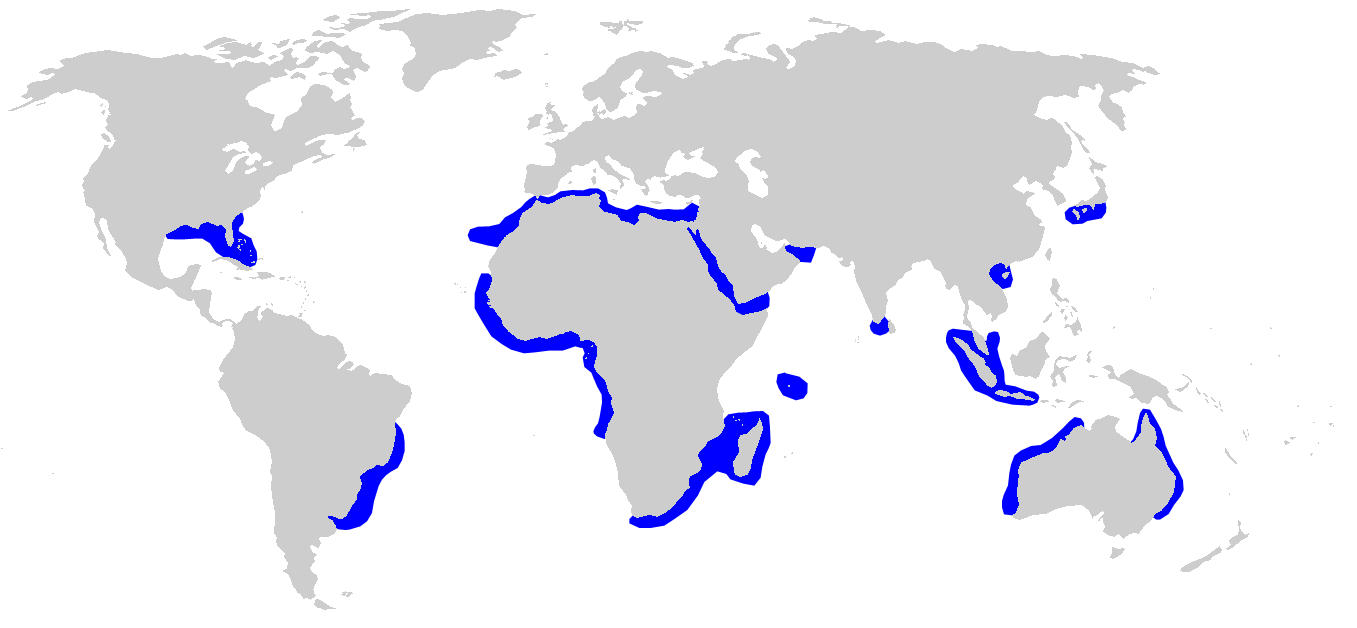
Verbreitungsgebiet

Weitverbreitet, beinahe weltweit auf den Kontinentalsockeln. Westlicher Atlantik: North Carolina bis hinunter nach Florida, Bahamas, Kuba und dem nördlichen Golf von Mexiko (fehlt wahrscheinlich in der Karibik), Brasilien. Südliches Mittelmeer vor der Küste Nordafrikas, Capverdische Inseln, Sierra Leone bis hinunter nach Angola. Indischer Ozean: Südostafrika, Madagaskar, Seychellen. Rotes Meer, Golf von Aden. Westl. Zentralpazifik und auch Australien. Fehlt in den Inselregionen des Pazifik.
Der Große Schwarzspitzenhai ist lebendgebärend mit drei bis 15 Nachkommen pro Wurf.